# ATA Airlines
ATA Airlines (in persiano هواپیمایی آتا‎) è una compagnia aerea iraniana con base nell'aeroporto internazionale di Tabriz. Gestisce servizi di linea nazionali e internazionali in Medio Oriente, nonché servizi charter per l'Europa.

## Storia
La compagnia aerea è stata fondata il 17 dicembre 2008 e ha iniziato le operazioni di linea nel 2010 con servizi sulle rotte nazionali. Il suo primo volo è stato effettuato il 31 dicembre 2009 da Tabriz a Mashhad. Il nome della compagnia aerea si traduce in "padre" nelle lingue turca e azera.
Il nome della compagnia aerea si traduce in "padre" nelle lingue turca e azera. Sebbene la società abbia lo stesso logo di American Trans Air, non ha alcuna relazione con tale compagnia.

## Destinazioni
Al 2022, ATA Airlines opera voli verso Azerbaigian, Georgia, Iran e Turchia.

## Flotta
A febbraio 2024 la flotta di ATA Airlines è così composta: